# Parathyris griseata
Parathyris griseata là một loài bướm đêm thuộc phân họ Arctiinae, họ Erebidae.